# Corçan
Corçan (en francès Coursan) és un municipi francès situat al departament de l'Aude i a la regió d'Occitània. L'1 de gener del 2022 tenia 5.762 habitants.